# Konopki-Jałbrzyków Stok
Konopki-Jałbrzyków Stok – wieś w Polsce położona w województwie podlaskim, w powiecie zambrowskim, w gminie Zambrów.
Nazwa oboczna: Konopki-Jałbrzychów Stok.
Wierni kościoła rzymskokatolickiego należą do parafii św. Wojciecha Biskupa i Męczennika w Puchałach.

## Historia
Wieś szlachecka położona była w drugiej połowie XVI wieku w powiecie zambrowskim ziemi łomżyńskiej. W latach 1921–1939 wieś leżała w województwie białostockim, w powiecie łomżyńskim, w gminie Puchały.
Według Powszechnego Spisu Ludności z 1921 roku wieś zamieszkiwało 219 osób, 207 było wyznania rzymskokatolickiego, 12 mojżeszowego. Jednocześnie wszyscy mieszkańcy zadeklarowali polską przynależność narodową. Były tu 32 budynki mieszkalne. Miejscowość należała do parafii rzymskokatolickiej w m. Puchały. Podlegała pod Sąd Grodzki w Zambrowie i Okręgowy w Łomży; właściwy urząd pocztowy mieścił się w m. Czerwony Bór.
W wyniku napaści ZSRR na Polskę we wrześniu 1939 miejscowość znalazła się pod okupacją sowiecką. Od czerwca 1941 roku pod okupacją niemiecką. Od 22 lipca 1941 do 1945 włączona w skład Landkreis Lomscha, Bezirk Bialystok III Rzeszy.
W latach 1975–1998 miejscowość administracyjnie należała do województwa łomżyńskiego.